# Lítání
Lítání (arabsky نهر الليطاني‎ [Nahr al-Lítání], v antickém období latinsky Leontes) je největší řeka v Libanonu. Je dlouhá 170 km. Povodí má rozlohu 2000 km².

## Průběh toku
Pramení v údolí Bikáa v Libanonu a převážnou část toku protéká tímto údolím na jih. Na dolním toku se stáčí na západ a protéká skrze jižní výběžky pohoří Libanon. Ústí do Středozemního moře.

## Vodní režim
Průměrný roční průtok vody činí 25 m³/s. Nejvodnější je v zimě.

## Využití
Využívá se na zavlažování.